# Michel Lafis
Michel Peter Lafis (ur. 19 września 1967 w Solnie) – szwedzki kolarz szosowy, brązowy medalista olimpijski.

## Kariera
Największy sukces w karierze Michel Lafis osiągnął w 1988, kiedy wspólnie z Björnem Johanssonem, Janem Karlssonem i Andersem Jarlem zdobył brązowy medal w drużynowej jeździe na czas podczas igrzysk olimpijskich w Seulu. Na tych samych igrzyskach wziął również udział w indywidualnym wyścigu ze startu wspólnego, który ukończył na 43. pozycji. Startował również na trzech kolejnych igrzyskach, najlepszy wynik osiągając na igrzyskach w Barcelonie, gdzie zajął indywidualnie 12. miejsce. Ponadto w 1992 zwyciężył w Niederösterreich Rundfahrt, dwukrotnie zajmował drugie miejsce w szwedzkim PostGirot Open (1994 i 1995) oraz trzecie w szwajcarskim Berner Rundfahrt (1995). Startował również w Giro d’Italia, Vuelta a España i Tour de France, najlepszy wynik osiągając w 1999, kiedy we francuskim klasyku zajął 21. miejsce w klasyfikacji generalnej. Kilkakrotnie zdobywał medale mistrzostw krajów skandynawskich, w tym dwa złote. Na arenie krajowej wywalczył cztery szosowe mistrzostwa Szwecji.